# 王昌元
王昌元（1946年—），古筝演奏家、作曲家。浙派筝传人王巽之之女，浙江杭州人。

## 生平
9岁起学古筝，12岁登台独奏。师从王巽之及潮州派筝家郭鹰，1969年毕业于上海音乐学院。在學期間和同學項斯華、孫文妍、范上娥、張燕等人，協助王巽之記譜整理浙江箏曲，並編寫了上海音樂學院第一部古箏系列教程。古琴家成公亮亦為其同學。
先后担任上海歌剧院、上海乐团、中国艺术团、上海民族乐团的古筝演奏員。1984年赴美国肯特州立大学研究世界音乐并教授古筝。到美国后參與古箏有關的演讲、演奏。1995年在纽约成立「纽约海外中乐团」和「王昌元筝艺术中心」，曾有华裔学生與从事音乐专业的美国人、日本人、越南人修習古箏。

## 主要作品
- 《战台风》（古箏獨奏）